# Saplunara

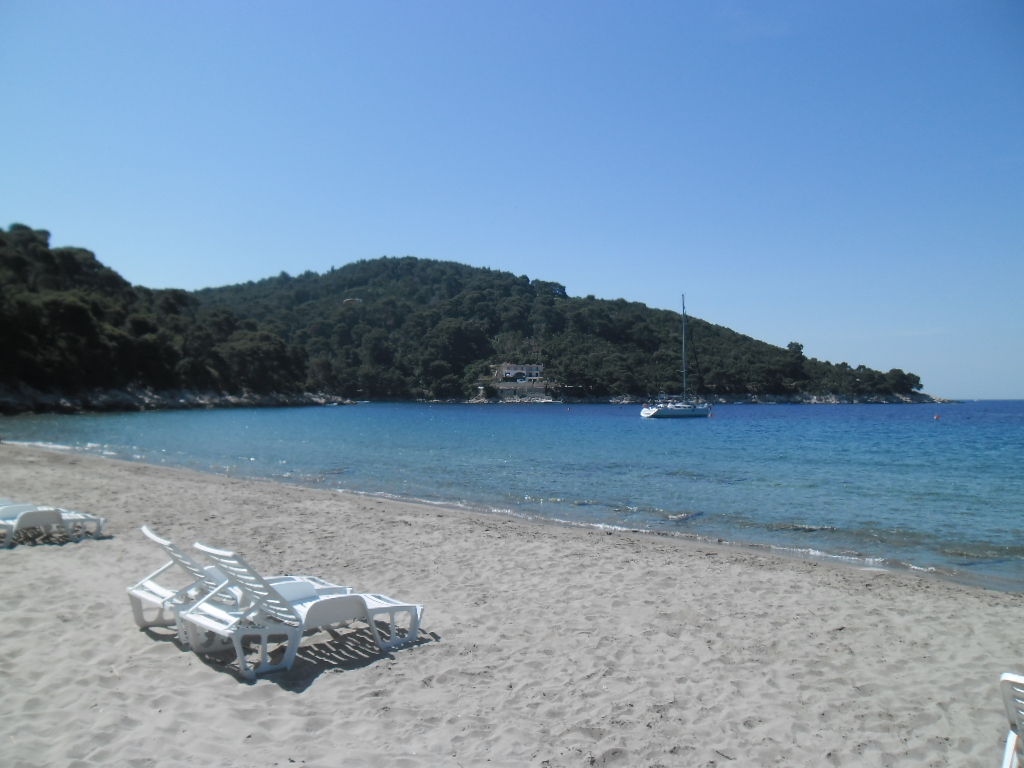
Pláž v Saplunaře

Saplunara je malá vesnice a přímořské letovisko v Chorvatsku v Dubrovnicko-neretvanské župě, spadající pod opčinu Mljet. Nachází se na jihovýchodním výběžku ostrova Mljet a je jeho nejvýchodnějším sídlem. V roce 2011 zde žilo celkem 67 obyvatel. Vesnice vznikla v roce 1961, když se oddělila od sousední vnitrozemské vesnice Korita.
Vesnice je napojena na silnici D120. Jedinou sousední vesnicí je Korita.